# Brecht Capon
Pour les articles homonymes, voir Capon.
Brecht Capon, né le 28 avril 1988 à Ostende en Belgique, est un footballeur belge aujourd'hui retraité qui jouait au poste d'arrière droit.

## Biographie
Né à Ostende, Capon commence le football dans sa ville natale, au Hermes Ostende, avant d'être recruté par le Club Bruges KV. Il est incorporé au noyau A de Bruges en janvier 2007 et fait ses débuts en Jupiler League à l'occasion d'un match à l'extérieur contre Zulte-Waregem lors de la saison 2006-2007. Capon marque son premier but officiel le 10 mai 2008 lorsqu'il inscrit le troisième but de la victoire 4-0 contre Westerlo.
Au cours de la saison 2009-2010, il est prêté au KV Courtrai où l'entraîneur Georges Leekens lui offre du temps de jeu. À l'issue de ce prêt, Courtrai conclut un accord avec le Club de Bruges pour son recrutement définitif. À Courtrai, il devient un pion essentiel et un titulaire incontesté au poste d'arrière droit. En novembre 2013, le contrat de Capon a été prolongé jusqu'à l'été 2018.
Après que son dernier entraîneur à Courtrai, Yves Vanderhaeghe, soit engagé au KV Ostende, Capon l'y rejoint dans la ville où il a grandi. Là aussi, il devient incontournable au poste d'arrière droit. En avril 2018, le contrat de Capon est prolongé de trois saisons jusqu'en juin 2021 avec l'option de prolonger d'une saison supplémentaire. Lors de la saison 2020-2021, il perd sa place de titulaire au profit de Jelle Bataille sous la houlette du nouvel entraîneur Alexander Blessin mais signe néanmoins un nouveau contrat à l'issue de celle-ci et ce malgré d'autres opportunités.
À l'issue de la saison 2022-2023, le KVO est rétrogradé en Challenger Pro League et il décide de mettre un terme à sa carrière professionnelle. Capon aura finalement joué huit saisons pour Ostende.

## Statistiques

### En club
| Saison                | Club                  | Championnat           | Championnat | Championnat | Championnat | Coupe(s) nationale(s) | Coupe(s) nationale(s) | Coupe(s) nationale(s) | Compétition(s) continentale(s) | Compétition(s) continentale(s) | Compétition(s) continentale(s) | Compétition(s) continentale(s) | Autres compétitions | Autres compétitions | Autres compétitions | Autres compétitions | Total | Total | Total |
| Saison                | Club                  | Division              | M.          | B.          | P.d.        | M.                    | B.                    | P.d.                  | Comp.                          | M.                             | B.                             | P.d.                           | Comp.               | M.                  | B.                  | P.d.                | M.    | B.    | P.d.  |
| 2006-2007             | Club Bruges KV        | Division 1            | 2           | 0           | 0           | -                     | -                     | -                     | C3                             | -                              | -                              | -                              | -                   | -                   | -                   | -                   | 2     | 0     | 0     |
| 2007-2008             | Club Bruges KV        | Division 1            | 18          | 1           | 0           | 1                     | 0                     | 0                     | C3                             | 0                              | 0                              | 0                              | -                   | -                   | -                   | -                   | 19    | 1     | 0     |
| 2008-2009             | Club Bruges KV        | Division 1            | 11          | 0           | 1           | 2                     | 0                     | 0                     | C3                             | 0                              | 0                              | 0                              | -                   | -                   | -                   | -                   | 13    | 0     | 1     |
| Sous-total            | Sous-total            | Sous-total            | 31          | 1           | 1           | 3                     | 0                     | 0                     | -                              | 0                              | 0                              | 0                              | -                   | -                   | -                   | -                   | 34    | 1     | 1     |
| 2009-2010             | KV Courtrai (prêt)    | Division 1            | 24          | 1           | 2           | 3                     | 1                     | 0                     | -                              | -                              | -                              | -                              | PO1                 | 9                   | 0                   | 0                   | 36    | 2     | 2     |
| 2010-2011             | KV Courtrai           | Division 1            | 24          | 0           | 3           | 1                     | 0                     | 0                     | -                              | -                              | -                              | -                              | PO2                 | 6                   | 1                   | 0                   | 31    | 1     | 3     |
| 2011-2012             | KV Courtrai           | Division 1            | 23          | 2           | 1           | 4                     | 0                     | 0                     | -                              | -                              | -                              | -                              | PO1                 | 9                   | 1                   | 1                   | 36    | 3     | 2     |
| 2012-2013             | KV Courtrai           | Division 1            | 22          | 1           | 0           | 5                     | 0                     | 0                     | -                              | -                              | -                              | -                              | PO2                 | 6                   | 0                   | 0                   | 33    | 1     | 0     |
| 2013-2014             | KV Courtrai           | Division 1            | 30          | 0           | 3           | 4                     | 0                     | 0                     | -                              | -                              | -                              | -                              | PO2                 | 7                   | 1                   | 0                   | 41    | 1     | 3     |
| 2014-2015             | KV Courtrai           | Division 1            | 18          | 0           | 2           | 1                     | 0                     | 0                     | -                              | -                              | -                              | -                              | PO1                 | 8                   | 3                   | 2                   | 27    | 3     | 4     |
| Sous-total            | Sous-total            | Sous-total            | 141         | 4           | 11          | 18                    | 1                     | 0                     | -                              | -                              | -                              | -                              | -                   | 45                  | 6                   | 3                   | 204   | 11    | 14    |
| 2015-2016             | KV Ostende            | Division 1            | 26          | 0           | 0           | -                     | -                     | -                     | -                              | -                              | -                              | -                              | PO1                 | 4                   | 0                   | 0                   | 30    | 0     | 0     |
| 2016-2017             | KV Ostende            | Division 1A           | 15          | 0           | 1           | 4                     | 0                     | 1                     | -                              | -                              | -                              | -                              | PO1+BE              | 7+1                 | 0+0                 | 0+0                 | 27    | 0     | 2     |
| 2017-2018             | KV Ostende            | Division 1A           | 24          | 4           | 1           | 2                     | 0                     | 0                     | C3                             | 2                              | 0                              | 0                              | PO2                 | 9                   | 0                   | 0                   | 37    | 4     | 1     |
| 2018-2019             | KV Ostende            | Division 1A           | 19          | 1           | 3           | 0                     | 0                     | 0                     | -                              | -                              | -                              | -                              | PO2                 | 6                   | 0                   | 0                   | 25    | 1     | 3     |
| 2019-2020             | KV Ostende            | Division 1A           | 16          | 0           | 1           | 1                     | 0                     | 0                     | -                              | -                              | -                              | -                              | -                   | -                   | -                   | -                   | 17    | 0     | 1     |
| 2020-2021             | KV Ostende            | Division 1A           | 11          | 1           | 0           | 2                     | 0                     | 0                     | -                              | -                              | -                              | -                              | PO2                 | 1                   | 0                   | 0                   | 14    | 1     | 0     |
| 2021-2022             | KV Ostende            | Division 1A           | 24          | 1           | 2           | 1                     | 0                     | 0                     | -                              | -                              | -                              | -                              | -                   | -                   | -                   | -                   | 25    | 1     | 2     |
| 2022-2023             | KV Ostende            | Division 1A           | 21          | 0           | 0           | -                     | -                     | -                     | -                              | -                              | -                              | -                              | -                   | -                   | -                   | -                   | 21    | 0     | 0     |
| Sous-total            | Sous-total            | Sous-total            | 156         | 7           | 8           | 10                    | 0                     | 1                     | -                              | 2                              | 0                              | 0                              | -                   | 28                  | 0                   | 0                   | 196   | 7     | 9     |
| Total sur la carrière | Total sur la carrière | Total sur la carrière | 328         | 12          | 20          | 31                    | 1                     | 1                     | -                              | 2                              | 0                              | 0                              | -                   | 73                  | 6                   | 3                   | 434   | 19    | 24    |

## Palmarès

### En club
|  |  | Club Bruges KV - Coupe de Belgique (1) : - Vainqueur : 2007 - Supercoupe de Belgique : - Finaliste : 2007 |  | KV Courtrai - Coupe de Belgique : - Finaliste : 2012 |  | KV Ostende - Coupe de Belgique : - Finaliste : 2017 |